# Kai Hawaii
Kai Hawaii (* 23. Oktober 1968 in Langenhagen) ist ein deutscher Musiker, DJ, Manager und Musikjournalist. Er gilt als einer der bekanntesten DJs der Schwarzen Szene und als Schlüsselfigur bei der Förderung der Wave- und Independent-Szene, die er mit über 1000 Veranstaltungen insbesondere im Raum Hannover/Niedersachsen unterstützte. Die Veranstaltungsreihe „Festival of Darkness 1-6“, eine der ersten ihrer Art, sowie die „New Wave Night“ (1990 bis heute) sind Aushängeschilder seiner Karriere.

## Geschichte
Seine DJ-Karriere begann Hawaii 1983. Von 1985 bis 1988 war er Resident-DJ der Diskothek „Palace“ in Hannover. Ab 1989 moderierte er einige Jahre Beiträge für radio ffn in Kooperation mit Ecki Stieg in den Radio-ffn-„Grenzwellen“. Hawaii lieh in dieser Zeit der ffn Comedy Truppe Frühstyxradio mit Oliver Kalkofe, Dietmar Wischmeyer und Sabine Bulthaup seine „Geisterstimme“ für zahlreiche Beiträge.
Simultan führte er seine DJ-Tätigkeit in der Diskothek „Index“ fort (1989 bis 1994) und übernahm von 1992 bis 1995 die Rolle als Chefredakteur der Musikzeitschrift „Inquisita“, in der unter anderem Interview-Artikel über renommierte Künstler wie Depeche Mode, OMD und David Bowie publiziert wurden.
Hawaii gründete eine Vielzahl von Bands, wie Rapit Cateract und Un-4-Scene, produziert von Time-Tools-Leiter Andy Bolleshon, und legte 1993 zusammen mit dem Pianisten Alexander Röder den Grundstein für die Band Stigmata. Ein Jahr später rief er das Label Synthetic Symphony ins Leben und übernahm das Management der Diskothek „Twilight“ in Hannover. In dieser Zeit unterstützte er unter anderem Bands wie Welle: Erdball und besorgte z. B. And One den ersten Auftritt vor großem Publikum.
1999 gründete er zusammen mit seiner Frau Arielle das Unternehmen „NeWave Music“, das sich auf Veranstaltungen, Management und Musik spezialisiert hat und Konzerte, wie etwa im „Capitol“ Hannover, organisiert.
2000 folgte eine Zusammenarbeit mit der Band Ravelab. Ravelab fertigten ein Remake des Invincible-Spirit-Songtitels „Push“ an, für den Hawaii den Gesang beisteuerte. „Push“ nahm zwei Wochen lang Platz 3 der deutschen Dance-Charts ein und fand auch bei MTV und Viva Anklang.
Zusammen mit Nils Ruzicka, seines Zeichens Platin-Remixer des Bellini Hits „Samba de Janeiro“, und Marian Gold von Alphaville schrieb Kai Hawaii 2004 für das Multiplayer-Online-Game Dark Age of Camelot den Song „Für Dich“ als Soundtrack. Am 30. August 2004 präsentierten Alphaville-Hawaii „Für Dich“ live in Berlin im Tipi-Zelt am Kanzleramt zum 20-jährigen Bestehen von Alphaville.

## Diskografie

### Alben, Singles
- 1995: Stigmata – Sophies Dreams
- 1995: Stigmata – Deadline Album
- 2001: Ravelab feat. Kai Hawaii – Push
- 2001: Ravelab feat. Kai Hawaii – Push (Progressive Club Mix Vinyl)
- 2001: Ravelab feat. Kai Hawaii – Push (Club Culture Vinyl)
- 2005: Dark Age of Camelot meets Alphaville/Hawaii – Für Dich (Music Fan Edition, 2000 Kopien)

### Compilations
- 1994: Un-4-Scene – „Fade to Grey“ und „Walk on the Wild Side“ auf Scanning Volume 1
- 1994: Stigmata – „Sweet Dreams“ auf Scanning Volume 2
- 1995:	Stigmata – „To The Damned“ auf Zoom The Story So Far
- 2001: Ravelab Feat. Kai Hawaii „Push“ auf One Year Of Culture
- 2001: Ravelab Feat. Kai Hawaii „Push“ auf Clubrotation 13
- 2001: Ravelab Feat. Kai Hawaii „Push“ auf Time X Vol. 7
- 2001: Ravelab Feat. Kai Hawaii „Push“ auf Chartware Vol. 3
- 2001: Ravelab Feat. Kai Hawaii „Push“ auf Future Trance Vol. 14
- 2001: Ravelab Feat. Kai Hawaii „Push“ auf Technodrome 8
- 2001: Ravelab Feat. Kai Hawaii „Push“ auf Adrenalin Vol. 4
- 2001: Ravelab Feat. Kai Hawaii „Push“ auf EDM Last Minute PopKomm
- 2001: Ravelab Feat. Kai Hawaii „Push“ auf Chartmix Vol. 9